# Минервий
Минервий (лат. Minervius) — римский государственный деятель второй половины IV века.
Минервий, вероятно, происходили из галльского города Августа Треверов. Есть предположение, что его отцом был Минервий, который участвовал в посольстве римского сената к императору Валентиниана II с Веттием Агорием Претекстатом и Волузием Венустом.
Примерно в 395 году он занимал должность императорского секретаря (лат. magister epistolarum) и в этом качестве получил письма, содержащие ходатайства к императору о принятии делегации из Кампании.
В 397—398 годах Минервий был комитом частного имущества при императоре Гонории, что отмечено двумя законами, которые сохранились в Кодексе Феодосия. В этот период он получил от Квинта Аврелия Симмаха копию двух его выступлений.
Позже, в 398/399 году, бон находился на посту комита священных щедрот на Западе. Пока он занимал эту должность, он получил закон, сохранившийся в Кодексе Юстиниана, и письмо Симмаха, который рекомендовал ему некоего Павла.
Минервий имел сына по имени Протадий, а также двух братьев: Протадия и Флорентина.